# Kabelspoorwegen en kabelbanen in Catalonië
De Kabelspoorwegen en kabelbanen in Catalonië zijn in drie van de vier provinciën van deze regio te vinden. Er zijn in totaal 20 van dit soort diensten :
- Tandradspoorwegen:

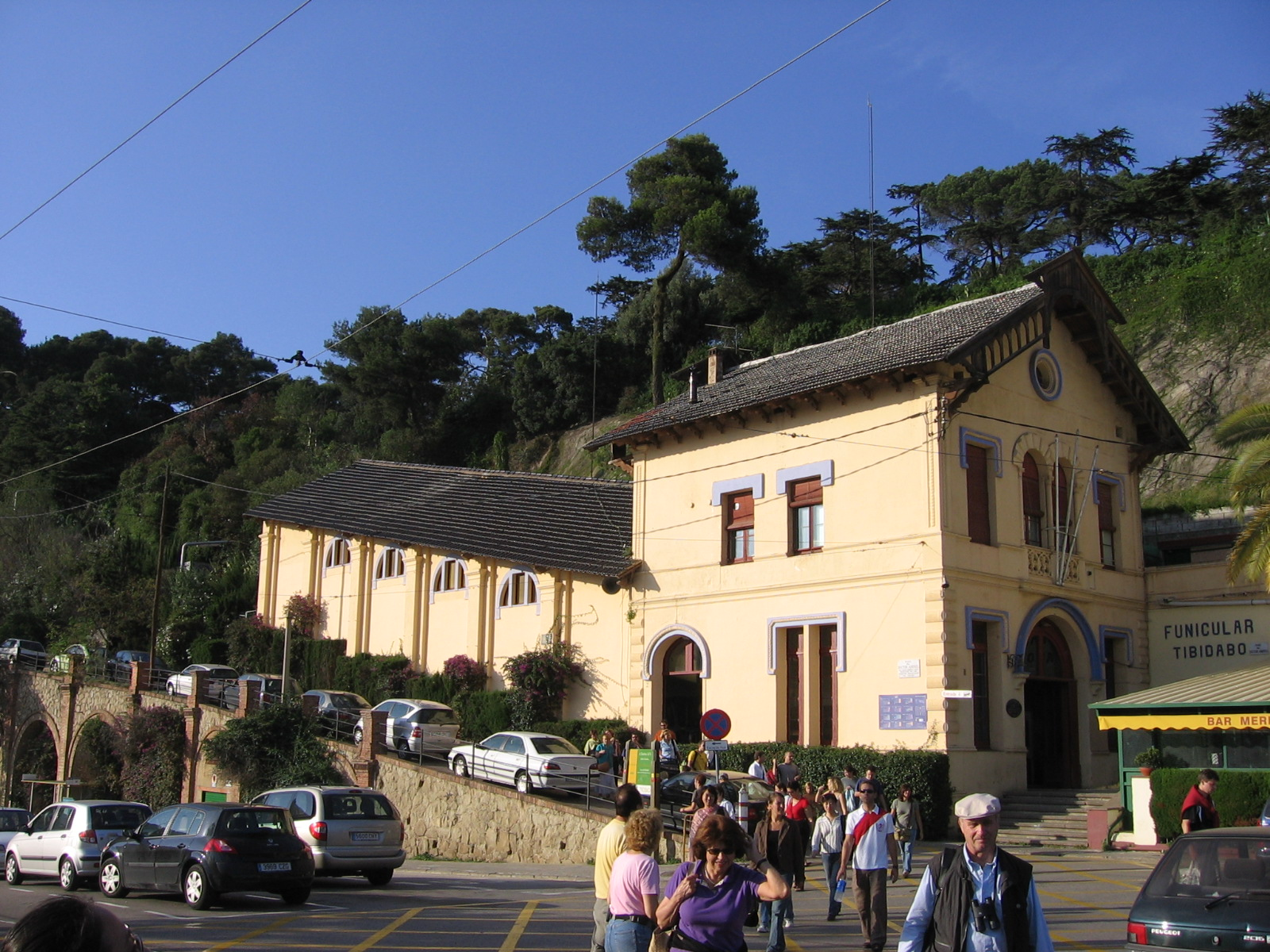
Kabelspoorweg van Tibidabo

  - Ferrocarrils de la Generalitat de Catalunya
    -  Cremallera de Montserrat
    -  Cremallera de Núria
- Kabelspoorwegen:
  - Ferrocarrils de la Generalitat de Catalunya
    -  Funicular de Gelida
    -  Funicular de Vallvidrera
    -  Funicular de la Santa Cova
    -  Funicular de Sant Joan

  - Transports Metropolitans de Barcelona
    -  Funicular de Montjuïc

  - Tibidabo
    -  Funicular del Tibidabo
- Kabelbaanen:
  - Ferrocarrils de la Generalitat de Catalunya
    -  Aeri de Montserrat, Montserrat
    - Telecabina de la Coma del Clot, Vall de Núria
    - Telefèric d'Olesa a Esparreguera, Esparreguera
    - Telecabina de la Molina - Alp 2500, La Molina

  - Transports Metropolitans de Barcelona
    - Telefèric de Montjuïc

  - Teleféricos de Barcelona S.A.
    - Telefèric del Port

  - La Vall Fosca
    - Telefèric de l'Estany Gento

  - Baqueira-Beret
    - Telecabina de Baquèira
- Liften:
  - Transports Metropolitans de Barcelona
    - Lift van Ciutat Meridiana

  - Andere beheerders
    - Lift van Queralt
    - Lift van Puigcerdà
    - Lift van Cala Giverola